# فیلیپه فلیکس
فیلیپه فلیکس (به پرتغالی: Felipe Almeida Félix Kvachantiradze) مهاجم اهل برزیل است که در شهر Itanhaém و در تاریخ ۲۰ آوریل ۱۹۸۵ به دنیا آمده‌است.
فیلیپه فلیکس در تیم‌های فوتبال Os Nazarenos سابقهٔ حضور دارد.